# Teguhan (Paron)
Teguhan is een bestuurslaag in het regentschap Ngawi van de provincie Oost-Java, Indonesië. Teguhan telt 5968 inwoners (volkstelling 2010).